# Alto da Boa Vista (São Paulo)
El Alto da Boa Vista es un barrio distinguido situado en el distrito de Santo Amaro, en la zona sur de la capital paulista. El nombre corresponde a una antigua parada de tranvía, que funcionó hasta 1968, año del último viaje de este tipo de transporte en la capital de São Paulo. Es un barrio de gran altitud, uno de los más altos de la ciudad, tanto que el antiguo Departamento de Aguas y Esgotos (DAE), actual Sabesp, construyó un enorme depósito en el barrio. El 23 de septiembre de 2007 el barrio conmemoró la inauguración del Parque do Cordeiro.
El barrio estaba cubierto por la mata atlántica, intercalada con algunas araucarias. En las vaguadas corrían aguas límpidas, pobladas de pequeños peces como Phaloceros caudimaculatus (especie de agua dulce, popularmente conocido como barrigudinho) y otros. La fauna, principalmente avícola, era exuberante. Entre los mamíferos, siempre de pequeño porte, encontrados hasta la década de 1960, aparecían los roedores o cuis comunes (cavia aperea) y las zarigüellas (didelphis). Aún hoy pueden ser avistados zorzales o tordos (turdus), bienteveos (pitangus sulphuratus) y muchas otras especies. Actualmente, en algunas áreas, se divisan micos o titís, probablemente de la especie callithrix jacchus, la más común en Brasil. Esos animales provienen de la suelta y/o escape y se adaptaron al barrio, una vez que son típicos del Nordeste, aunque sean muy capturados y vendidos como animales de prestigio. Han sido avistados en las calles Fraternidade, Conde D'Eu, São Benedito, Dr. Antônio Bento y otras. Se alimentan de huevos de aves, frutas y savia de árboles. No aparentan tener predadores naturales.
A principios del siglo XIX, el Alto da Boa Vista fue colonizado por alemanes e ingleses. Hasta la década de 1950 era muy común oír hablar a niños en alemán en las calles del barrio.
La conexión con São Paulo y Santo Amaro ha sido por carretera, ensanchada y asfaltada en 1959 y por la línea de tranvías que conectaba la plaza João Mendes a Santo Amaro. Además de la estación "Alto da Boa Vista" en la esquina de la calle Américo Brasiliensi, existían las estaciones "Floriano" en la esquina de la calle São Sebastião, "Petrópolis" en los alrededores de Fonte Petrópolis y "Deodoro" en la esquina de la calle Marechal Deodoro.
El Alto de la Buena Vista está situado en las extensiones de la avenida Adolfo Pinheiro con calle Padre José de Anchieta hasta la avenida Roque Petroni y avenida Washington Luiz, que cuenta desde 2018 con dos nuevas estaciones de metro, la Estación Alto da Boa Vista y la Estación Adolfo Pinheiro. El barrio actualmente se encuentra en gran expansión inmobiliaria con lanzamientos de apartamentos de alto nivel y con una alta valoración por metro cuadrado. Es vecino de otros barrios nobles de la Ciudad como: Brooklin Velho, Chácara Flora, Chácara Monte Alegre, Vila Sofia, Jardim Marajoara y Granja Julieta.

## Historia
Joachin Jose Esteve, de origen español, junto a su esposa June, hacia 1939 vivían en el barrio Jardim America. La pareja realizó la compra de un terreno de 15 hectáreas en el barrio Alto da Boa Vista, que se ubicaba en la zona sur de São Paulo, vecino a la Chácara Flora, en el distrito de Santo Amaro. El solar adquirido por la pareja fue llamado de la misma manera que la casa de campo de la familia en Barcelona (España): Chácara Santa Helena. Un lugar silencioso y muy agradable para pasar los fines de semana, después de un tiempo pasó a ser la Residencia de la familia Esteve, que trabajaban en el área de exportación de algodón y café.
El área tiene cerca de 25 000 m² preservados por la mata atlántica que posee cerca de 40 especies de árboles nativos, como por ejemplo el ipê-amarillo. En el transcurso de los años, los herederos de Esteve transformaron 85 000 m² en una promoción de 53 casas de lujo. En compensación, la prefectura de São Paulo realizó la comprensión ambiental y se donaron 197 000 m² para el municipio. La donación se convirtió en el Parque M'Boi Mirim, en el Jardín Ángela. También se plantaron 33 000 árboles en la ciudad y se creó el Parque Alto da Boa Vista, cerca de la residencia de la familia. Además, la Chácara Santa Helena hizo un llamado a la arquitectura contemporánea nacional para participar en el proyecto, entre otros participaron Marcio Kogan, Arthur Casas y Gui Mattos.

## Metro
El barrio alberga estaciones de metro como Largo 13 y la estación Adolfo Pinheiro. Además, en 2018 se ha inauguró la Estación Alto da Boa Vista, formando parte de la línea 5- lilas.

## Localización
El Alto da Boa Vista está ubicado en el distrito de Santo Amaro en la zona centro-sur de la ciudad de São Paulo, teniendo en vista esta como una región que está delimitada por las avenidas Marginal Pinheiros, Roque Petroni Jr., Profesor Vicente Rao y Washington Luis, Santo Amaro fue considerado la región con mayor número de descendientes alemanes en el año 1829 por haber recibido el primer grupo de inmigrantes alemanes y que se instalaron en el subdistrito de Colonia con 600 familias de agricultores y apoyo de la Corona Imperial de Brasil, la región de Santo Amaro ya fue considerada el mayor polo comercial de la ciudad de São Paulo y actualmente es considerado el segundo mayor, se tiene también proximidad con zonas periféricas de la ciudad de São Paulo, en mayor cantidad en la frontera con el distrito de Jardim São Luís, el distrito tiene cerca de 4 universidades, 8 facultades, 26 escuelas municipales de enseñanza primaria, 50 escuelas estatales, y 65 escuelas privadas, de enseñanza media se tienen 20 estatales y 41 particulares.

## Educación
En las proximidades del barrio existen escuelas importantes, y algunas facultades, tradicionales de la ciudad de São Paulo:
- Colegio Santa Maria (São Paulo)
- Escuela Waldorf Rudolf Steiner
- Colegio Humboldt
- Escuela Suiço Brasileña de São Paulo (EN)
- Chapel Escuela Maria Inmaculada
- Colegio Magno
- Colegio Doce de Octubre (enlace roto disponible en Internet Archive; véase el historial, la primera versión y la última).
- Colegio Adventista Santo Amaro
- Colegio Friburgo
- UNISA Campus II
- Universidad Nueve de Julio
- Facultad Sumaré

## Habitantes ilustres
- Marcelo Nueva (1951), compositor brasileño
- Nelson Ned (1947-2014), compositor brasileño
- Salete Leemos (19xx), periodista
- Robert Scheidt (1973), Campeón Olímpico
- Cassio Paoletti (1947), Abogado Criminalista
- Karin Rodrigues (19xx), actriz
- Flavio Bonfá (1951), Profesor y empresario
- Dr. Sylla Lo. Mattos (1901-1969)
- Elza Salvatori Berquó (1931), Demógrafa

## Teatros
Existen algunos teatros en la región de Santo Amaro: 
- Teatro Alfa - Inaugurado en abril de 1998, localizado en la calle Bento Blanco de Andrade Hijo, 722 en el barrio de Santo Amaro, fue proyectado con modernas referencias internacionales en casas de espectáculos, realiza obras de teatro, baila, óperas musicales y etc, alem de poseer buena infraestructura para la realización de congresos y seminarios. Cuenta con el apoyo de la Ley de Incentivo á Cultura.
- Teatro Paulo Eiró - Localizado en la Avenida Adolfo Abeto 765, inaugurado en marzo de 1957, es considerado un polo cultural de la región. El teatro fue construido para atender establecimientos educacionales, algunas asociaciones, entidades deportivas y públicos interesados en actividades culturales en el general. Paulo Eiró que da nombre al teatro, fue un importante poeta, escritor, dramaturgo y profesor nacido en el barrio en que está el teatro que lo homenajea.

## Religión
El barrio posee la Catedral Anglicana de São Paulo así como a Parroquia Sant'ana